# Franz Jüttner
Franz Albert Jüttner (Lindenstadt, 23 aprile 1865 – Wolfenbüttel, 1º maggio 1926) è stato un illustratore, disegnatore e caricaturista tedesco.

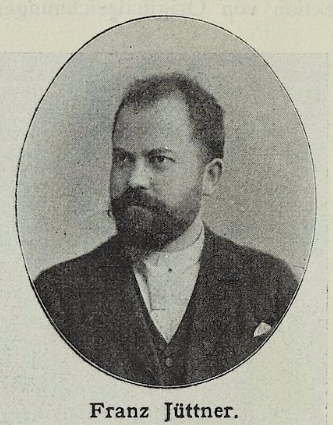
Franz Albert Juttner (1897)

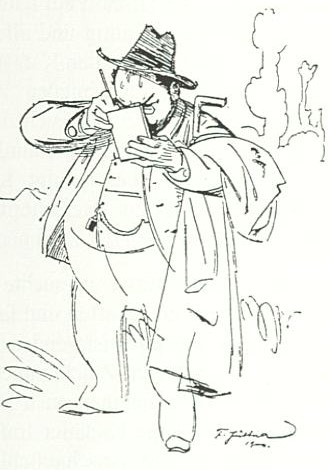
Auto caricatura

Era un impiegato della Kladderadatsch e dopo la fondazione della Lustige Blätter, nel, 1896, il loro disegnatore più stampato.

## Biografia
Jüttner era figlio di un bottaio. Dopo aver terminato la scuola, iniziò a lavorare come disegnatore per il capomastro locale a Birnbaum. Nel 1880 si trasferì a Berlino, dove viveva suo fratello maggiore. Dopo una breve attività come pittore decorativo e disegnatore riproduttore in un istituto litografico, studiò per diventare illustratore con Ludwig Burger ma fu essenzialmente un autodidatta come disegnatore e caricaturista. La sua svolta come fumettista arrivò nel 1880. Divenne uno dei "disegnatori stellari" del Berlin Lustige Blätter. Ben presto fu rappresentato praticamente in ogni numero con disegni a colori in parte a piena pagina. Jüttner mise su famiglia e continuò a vivere a Berlino, ma gli fu negato il successo sperato come artista, cioè come pittore. Durante la prima guerra mondiale subì una grave crisi, nel 1917, a seguito della quale non disegnò o disegnò a malapena per molto tempo fino al 1918. Su consiglio medico, il 1º ottobre 1918, si trasferì con la famiglia nella tranquilla Wolfenbüttel. Qui divenne un membro rispettato dalla società. Franz Jüttner morì a sorpresa il 1º maggio 1926.

## Opere

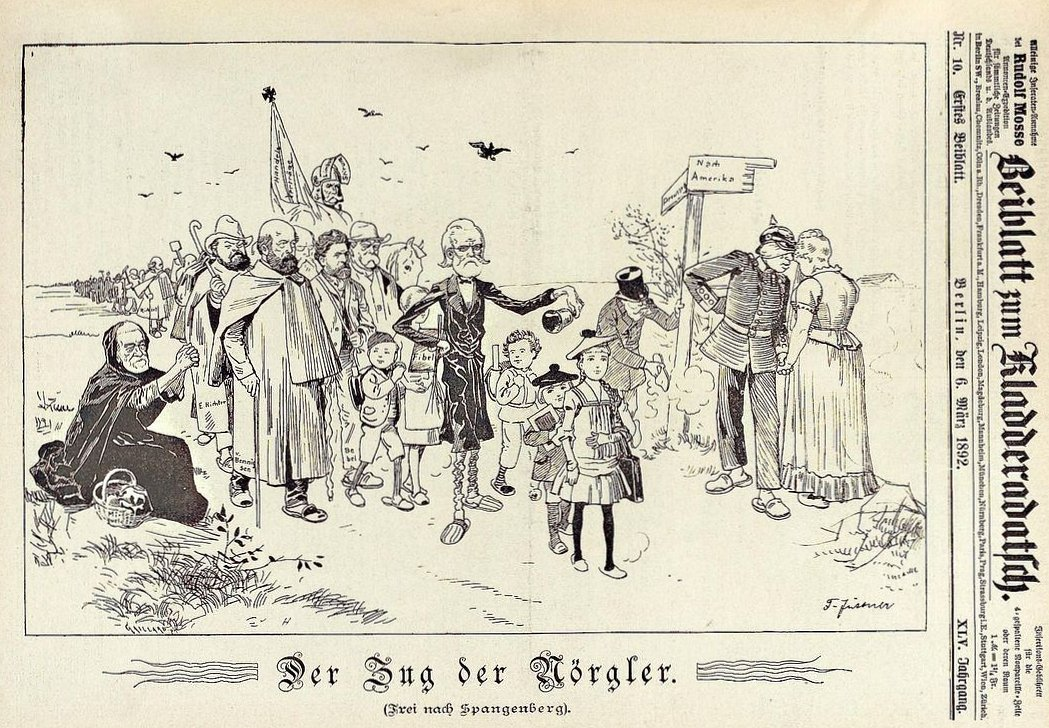
Il treno dei piagnucoloni

I suoi primi lavori apparvero su Dorfbarbier  come illustrazioni per romanzi e libri per giovani. Jüttner passò poi alla caricatura politica dopo aver trascorso un anno con la rivista Berliner Wespen. Dal 1887 al 1892 contribuì al Kladderadatsch e dal 1887 al 1917 al Lustige Blätter. Lavorò anche per Fliegende Blätter.
Uno dei suoi disegni di maggior successo fu Der Zug der Nörgler, che mostrava una caricatura con una frase del Kaiser Guglielmo II durante un discorso a cena nel 1892. Jüttner lo realizzò magistralmente.
Durante la prima guerra mondiale, Jüttner disegnò centinaia di caricature di propaganda per il Lustige Blätter. Tuttavia, questa attività si concluse bruscamente con il suo crollo fisico nel 1917.
Dopo la sua guarigione e fino alla fine della guerra e in seguito, Jüttner si concentrò praticamente esclusivamente su scene di umorismo borghese. I cambiamenti di stile nel corso degli anni 1920 non potevano, o non volevano, andare di pari passo. Si aprì un altro campo di attività con la progettazione di notgeld di emergenza, in cui implementò graficamente motivi storici.

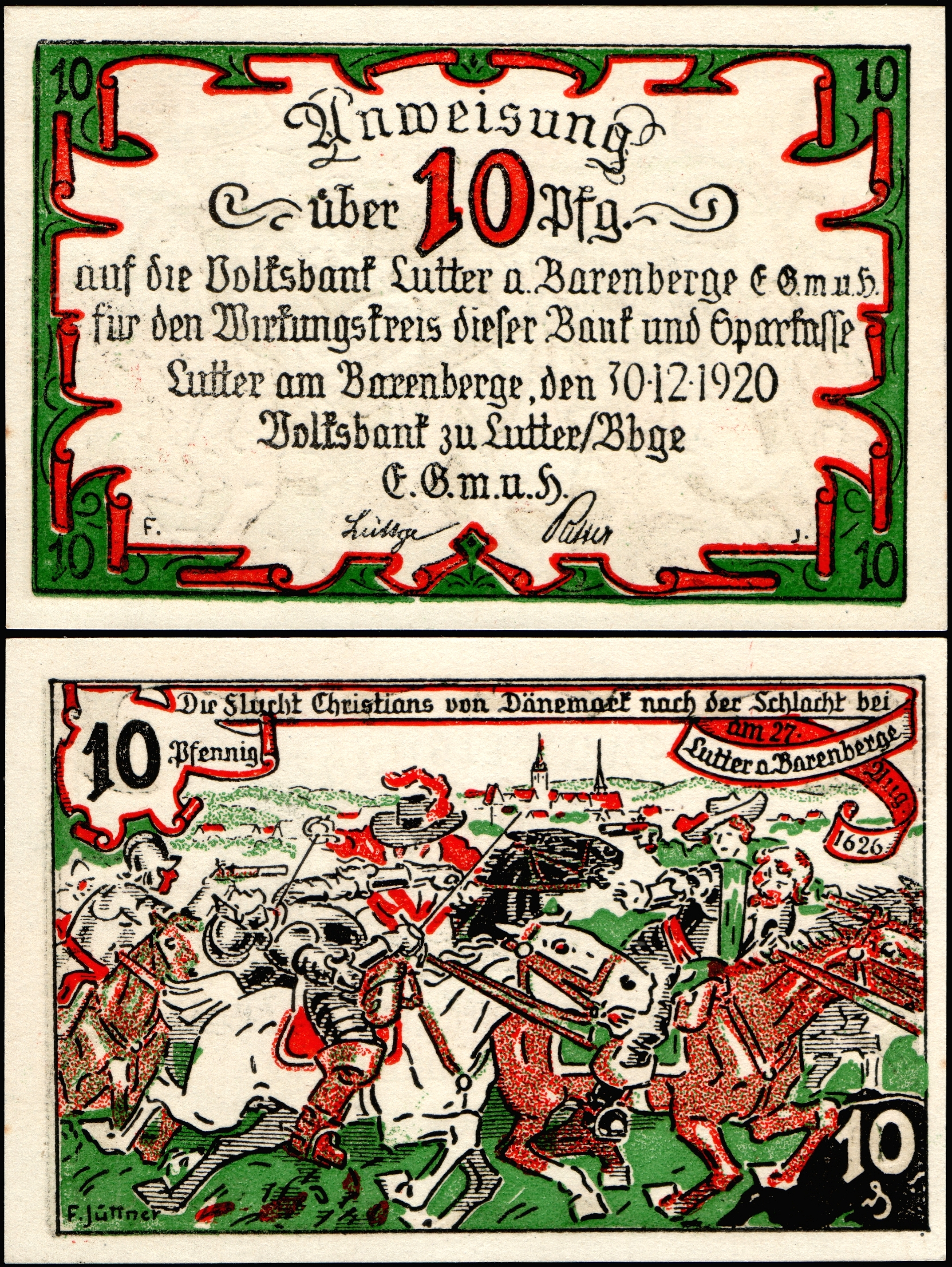
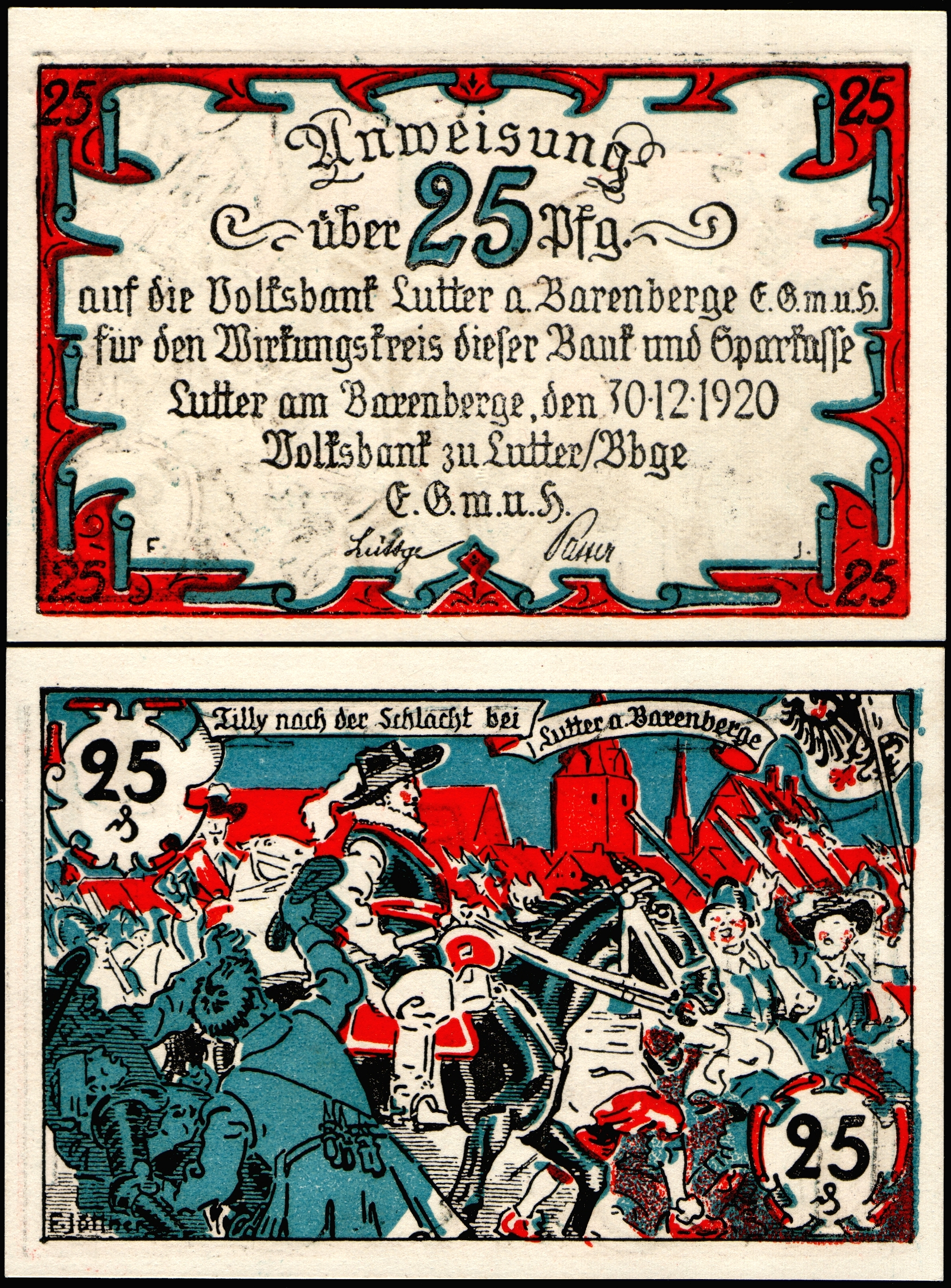
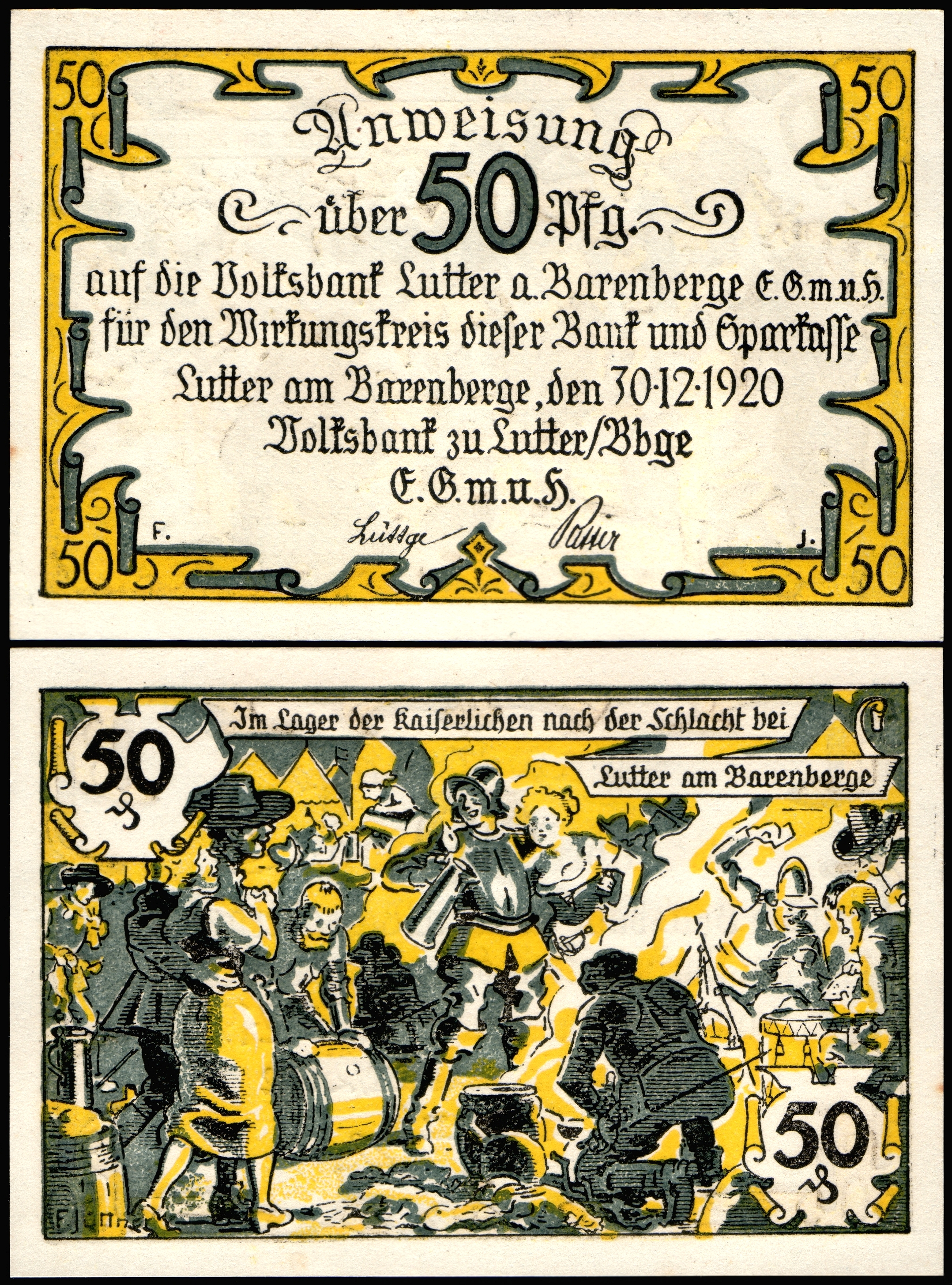

Oltre alle sue caricature, che probabilmente si contano a migliaia, Jüttner ha lasciato anche altre opere artistiche. Ha realizzato dipinti e disegni ad olio, ad esempio per libri per bambini o immagini di sigarette, ma anche manifesti pubblicitari e simili. Questo aspetto della sua opera è stato finora in gran parte inesplorato (2019).

## Ricezione
Dopo la sua morte, Jüttner fu in gran parte dimenticato. Solo nel 2018 la sua vita e il suo lavoro sono stati onorati in un articolo riassuntivo. Dal 31 ottobre 2018 al 14 aprile 2019 lo Steinhorst School Museum ha realizzato una mostra speciale su Franz Jüttner. Sotto il titolo Weltenbrand und Karikatur: Franz Jüttner – ein Künstler kommentiert den Ersten Weltkrieg, sono stati esposti gli originali delle sue caricature di propaganda per il Lustige Blätter degli anni 1914-1917, mai mostrate prima pubblicamente. È stata la prima mostra pubblica dell'opera di Jüttner in più di nove decenni.